# Leiomelus armiger
Leiomelus armiger is een rechtvleugelig insect uit de familie Anostostomatidae. De wetenschappelijke naam van deze soort is voor het eerst geldig gepubliceerd in 1939 door Ander.